# Домон, Жан Симеон
Жан Симеон Домон (фр. Jean Siméon Domon; 1774—1830) — французский военный деятель, генерал-лейтенант (1814 год), барон (1810 год), виконт (1823 год), участник революционных и наполеоновских войн. Имя генерала выбито на Триумфальной арке в Париже.

## Биография
Родился в семье земледельца Жан-Луи Домона (фр. Jean Louis Domon; 1746—1831) и его супруги Элизабет Ланте (фр. Élisabeth Lenté). 6 сентября 1791 года начал военную службу в 4-м батальоне волонтёров Соммы, и в тот же день был избран сослуживцами младшим лейтенантом. С 1792 по 1795 годы сражался в рядах Северной армии, был при Кортрейке, при осаде Лилля и при Жемаппе. 12 мая 1793 года стал лейтенантом, а уже 4 июня 1793 года - капитаном. 11 апреля 1794 года его батальон влился в состав 2-й боевой полубригады. 1 мая 1794 года стал временным адъютантом генерала Компера. 22 мая 1794 года был ранен пулей в правую руку при атаке на Нешен. 8 ноября 1794 года принимал участие в осаде Неймегена. 15 октября 1795 года был утверждён в должности адъютанта Компера. В рядах Самбро-Маасской армии отличился в сражении при Нойвиде 21 октября 1796 года, где смог захватить неприятельский редут и потерял коня, убитого под ним. С 1799 года сражался в рядах Дунайской армии. 24 марта 1799 года был ранен осколком в левую ногу и потерял коня в сражении при Липтингене, но не оставил строя. За эти успешные действия был 20 мая 1799 года произведён генералом Массена в командиры батальона, и 31 мая возглавил эскадрон 5-го гусарского полка. В 1800 году переведён в Рейнскую армию. Был известен своей безрассудностью и храбростью.
14 декабря 1803 года в Брюсселе женился на Элизабет Эвер (фр. Élisabeth Rosalie Evers; 1784—1805), от которой имел дочь.
15 декабря 1803 года зачислен в 3-й гусарский полк, который дислоцировался в военном лагере Монтрёй. С возобновлением войн на континенте, действовал в рядах знаменитой бригады Кольбера 6-го корпуса Великой Армии. Принимал участие в кампаниях 1805-07 годов, отличился при Эльхингене, где захватил пять пушек и был ранен пулей в шею. Сражался при Ульме, Йене, Магдебурге.
7 января 1807 года произведён в майоры 7-го гусарского полка, который входил в составе легендарной Адской бригады. Сражался при Эйлау, Гейльсберге и Кёнигсберге. В июле 1807 года возглавил 11-й временный кавалерийский полк.
7 апреля 1809 года второй полковник 7-го гусарского полка. В рядах бригады Пажоля участвовал в Австрийской кампании, отличился в сражениях при Ваграме и Цнайме.
10 августа 1809 года произведён в полковники, и был поставлен во главе 8-го гусарского полка. С 1810 по 1811 год служил в наблюдательном корпусе Голландии. Принимал участие в Русской кампании 1812 года в рядах 4-й бригады генерала Пире. Отличился в сражении при Островно с 25 по 27 июля.
7 августа 1812 года произведён в бригадные генералы. Командовал 1-й лёгкой кавалерийской бригадой 1-го армейского корпуса маршала Даву в сражении при Бородино.
20 октября 1812 года произведён в генерал-лейтенанты Неаполитанской службы и был назначен капитаном гвардии королевства. В марте 1813 года стал генерал-полковником кавалерии Неаполитанского королевства. 2 августа 1813 года вернулся в состав Великой Армии и возглавил бригаду лёгкой кавалерии. 21 августа 1813 года получил пулевое ранение в правое бедро в бою при Лёвенберге и в октябре 1813 года вместе с королём Мюратом возвратился в Неаполь. После присоединения Мюрата к союзникам вышел 21 января 1814 года в отставку и 21 марта 1814 года возвратился во Францию, где был зачислен в состав Старой гвардии.
При первой реставрации Бурбонов награждён 19 августа 1814 года чином генерал-лейтенанта, но оставался без служебного назначения. Во время «Ста дней» присоединился к Императору и возглавил 3-ю кавалерийскую дивизию 6-го корпуса генерала Мутона. Участвовал в Бельгийской кампании, сражался 15 июня при Шарлеруа и 16 июня при Линьи. Был ранен в сражении при Ватерлоо, а после поражения увёл свою дивизию в Париж, а затем за Луару. После второй реставрации оставался с 1 августа 1815 года без служебного назначения и проживал в Перонне.
В 1820 году — генеральный инспектор кавалерии, конюший короля Людовика XVIII. С 12 февраля 1823 года командовал драгунской дивизией 2-го корпуса Пиренейской армии, принимал участие в Испанской кампании.
Умер 5 июля 1830 года в Париже в возрасте 56 лет.

## Воинские звания
- Младший лейтенант (6 сентября 1791 года);
- Лейтенант (12 мая 1793 года);
- Капитан (4 июня 1793 года);
- Командир эскадрона (20 мая 1799 года, утверждён 27 декабря 1799 года);
- Майор (7 января 1807 года);
- Второй полковник (7 апреля 1809 года);
- Полковник (10 августа 1809 года);
- Бригадный генерал (7 августа 1812 года);
- Генерал-лейтенант (19 августа 1814 года).

## Титулы
- Барон Домон и Империи (фр. baron Domon et de l'Empire; декрет от 15 августа 1809 года, патент подтверждён 22 октября 1810 года в Фонтенбло)[2][3];
- Виконт Домон (фр. vicomte Domon; декрет от 17 августа 1822 года, патент подтверждён 29 марта 1823 года в Париже)[4].

## Награды
Легионер ордена Почётного легиона (14 июня 1804 года)
 Офицер ордена Почётного легиона (3 июля 1807 года)
 Кавалер военного ордена Святого Людовика (29 июля 1814 года)
 Коммандан ордена Почётного легиона (15 октября 1819 года)
 Большой крест испанского ордена Святого Фердинанда (20 октября 1823 года)
 Коммандор военного ордена Святого Людовика (2 ноября 1823 года)
 Великий офицер ордена Почётного легиона (29 октября 1828 года)